# Max Haushofer
Maximilian Joseph Haushofer (12. září 1811 Nymphenburg u Mnichova – 24. srpna 1866 Starnberg) byl německý malíř, profesor krajinářské školy na pražské Akademii v letech 1845–1866.

## Život
Max Haushofer se narodil na zámku Nymphenburgu v rodině dvorního učitele bavorského krále Maximiliána I. Josefa, který se stal i jeho kmotrem. Na přání svého otce studoval v Mnichově práva, ale po absolvování Univerzity přešel ke studiu malířství. Roku 1828, kdy byla na mnichovské Akademii zrušena krajinářská škola, odjel s přáteli do umělecké kolonie na ostrov Frauen-Insel na Chiemsee a učil se zde malovat v plenéru. Oženil se s Annou Dumbser, jejíž otec pronajímal byty na ostrově, a dočasně se zde usadil. S její sestrou se oženil Christian Ruben.
Později krátce studoval soukromě krajinomalbu u Josepha Antona Sedlmayra a Carla Friedricha Heinzmanna. Od roku 1829 byl členem studentského spolku Corps Bavaria München. Zájem o malbu krajiny ho přivedl roku 1832 ke Königssee a o tři roky později k Würmsee. Roku 1837 odcestoval do Itálie a pravidelně tam jezdil i v následujících letech.
Poprvé vystavoval samostatně roku 1833 v Kunstverein München, jejímž byl členem, a v roce 1843 měl první výstavu v Praze. Po smrti Antonína Mánesa ho rektor pražské Akademie Christian Ruben pozval do Prahy, aby převzal výuku na krajinářské škole. Haushofer se do Prahy přestěhoval s celou rodinou. Jeho ateliérem na pražské Akademii prošly během 20 let desítky studentů, z nichž někteří pokračovali ve studiu v Mnichově nebo Düsseldorfu.
Roku 1849 se neúspěšně pokoušel získat profesorské místo na Mnichovské Akademii. Pozvání anglické královny Viktorie do Skotska v roce 1861 ze zdravotních důvodů odmítl. Roku 1866 se vrátil do Bavorska a krátce nato zde zemřel.

## Rodina
Oženil se s Annou Dumbserovou (1815–po 1862?), dcerou statkáře Daniela Dumbsera z Frauenchiemsee, s níž měl dva syny Josefa (* 1839) a Maxe (1840–1907), který se stal úspěšným spisovatelem a roku 1906 obdržel nominaci na Nobelovu cenu za literaturu.

## Dílo
Haushofer považoval za své vzory německé romantiky Carla Rottmanna a Caspara David Friedricha a přestože mu chybělo akademické školení, vydobyl si před příchodem do Prahy jisté renomé jako krajinář. Zprvu byl ovlivněn romantismem a vkládal do svých krajin tajemné postavy či epické scény, například Jeptiška před klášterem na ostrově (1842) nebo Pohřeb vikingského krále (1849) a atmosféra jeho krajin byla bouřlivá, mlžná nebo ozářená rudými červánky. Postupně se přiklonil k realistické malbě podle přírody a k jezeru Chiemsee se každoročně vracel během prázdnin se svými studenty.
Osobně se sblížil se svým nejstarším žákem Bedřichem Havránkem, který ho často doprovázel při malování v plenéru. Oblíbil si také melancholické malby Šumavy s Plešným jezerem od Adalberta Stiftera. Od Caspara Davida Friedricha převzal barevné ladění obrazů od hnědí v popředí k zeleným tónům a fialové barvě vzdálených obzorů (Jezero v Alpách, 1860). Studenty učil nejprve realistickou kresbu celku i detailů podle přírody ale při pozdější malbě plátna v ateliéru byla povolena volnější kompozice v souladu s dobovou módou. Byl velmi oblíben ve společnosti i mezi svými žáky a vychoval několik výjimečně talentovaných krajinářů - mezi jinými Aloise Bubáka, Adolfa Kosárka a Julia Mařáka.

## Galerie

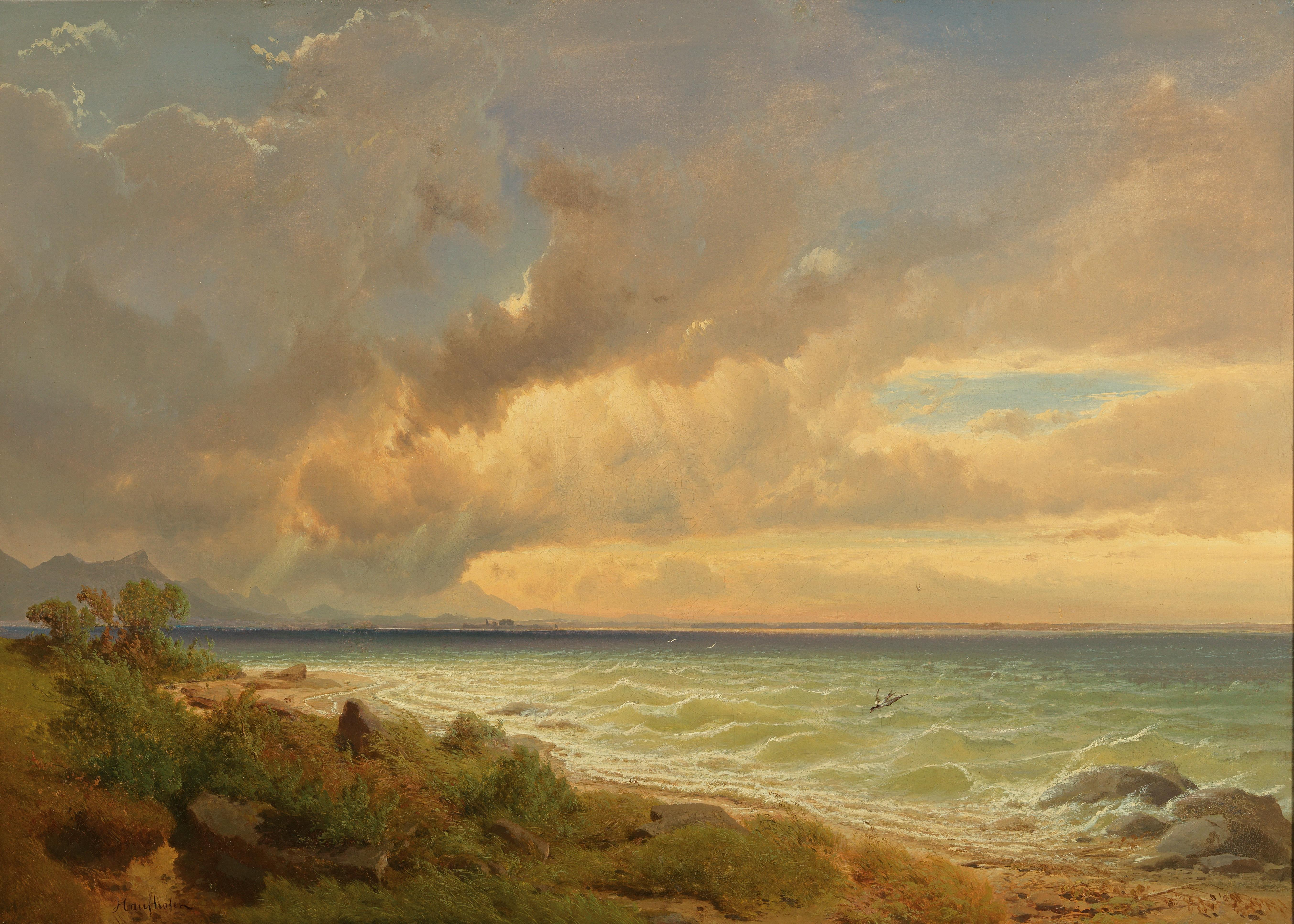
Maxmilián Haushofer – Chiemsee před bouří (před 1866)
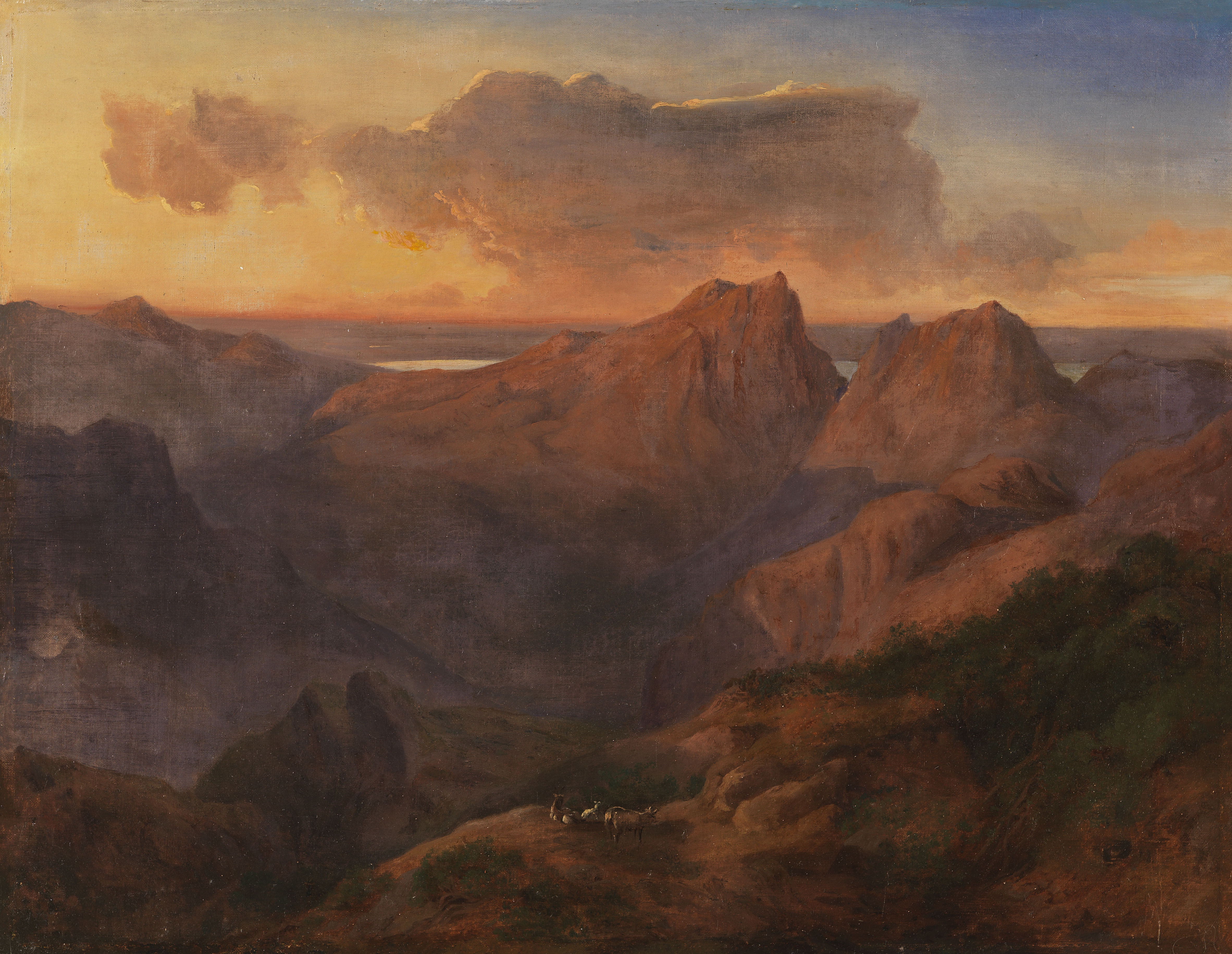
Maxmilián Haushofer – Chiemseelandschaft (1830)
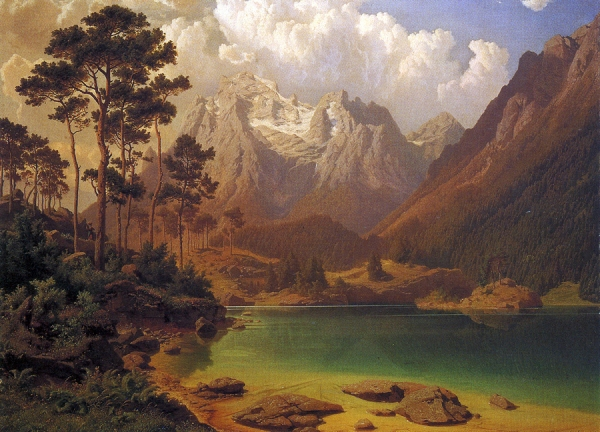
Maxmilián Haushofer – Wienssensee Lermontu v Tyrolsku (1863)
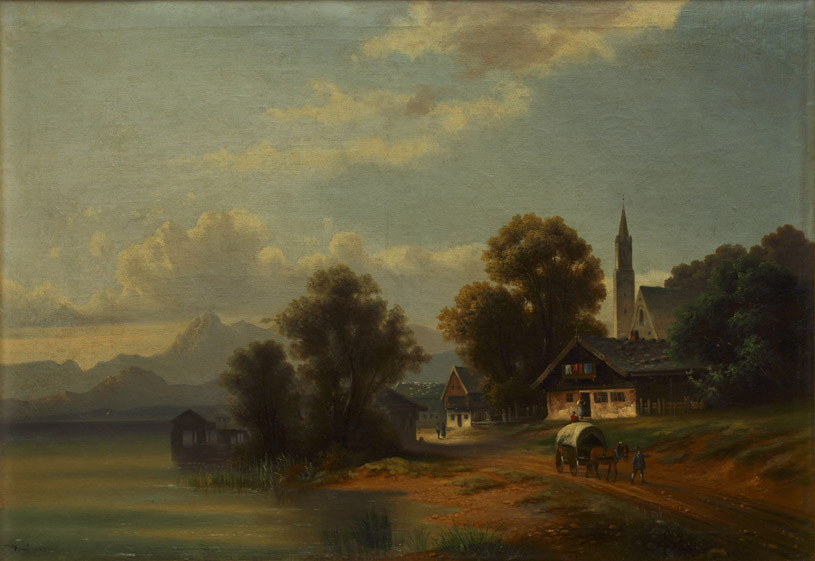
Maxmilian Haushofer - krajina v Alpách (po polovině 19. stol.)
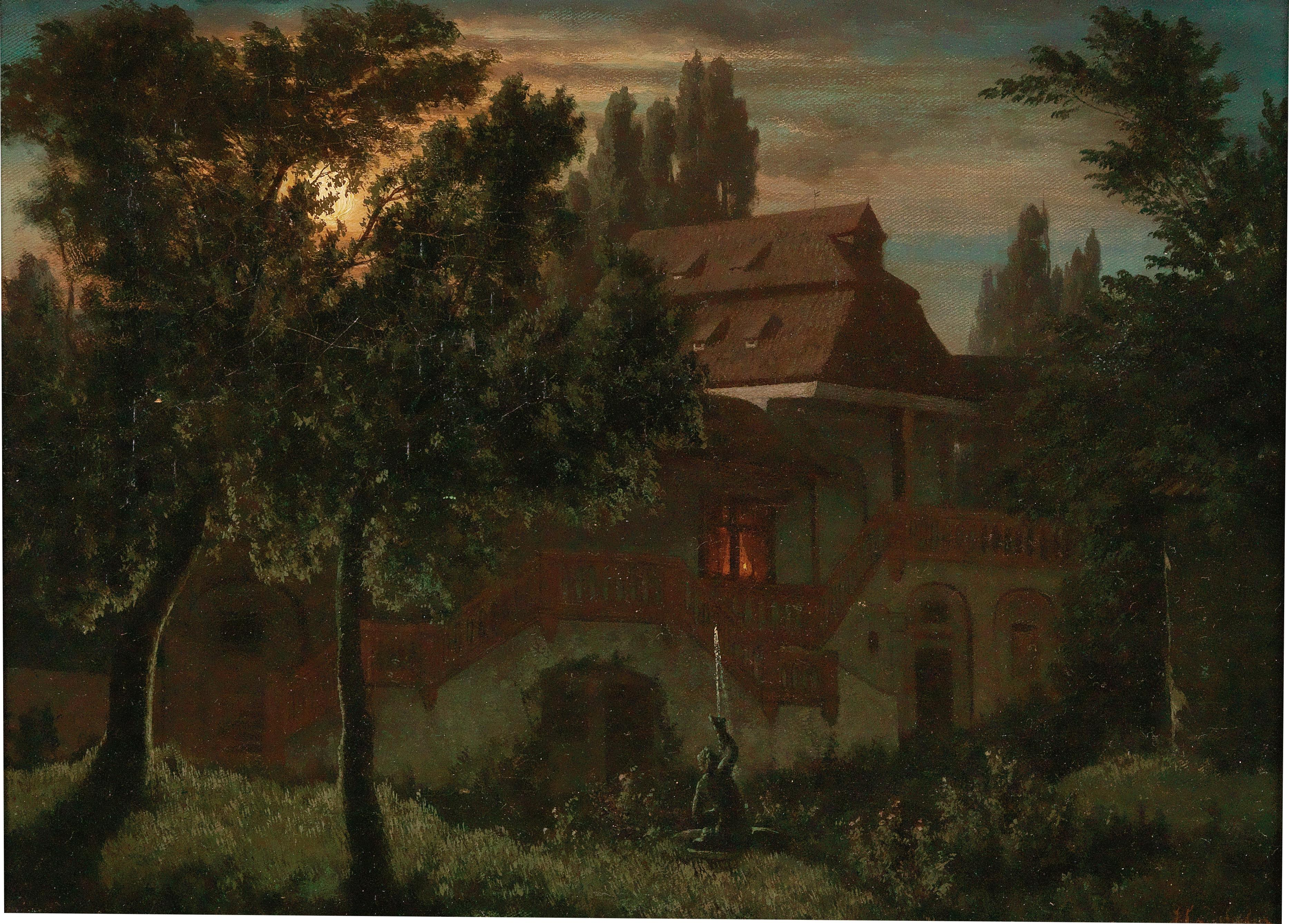
Měsíční noc, (kolem 1866)